# Eduardo Otto Horn
Eduardo Otto Horn (Desterro, 4 de fevereiro de 1870 – ) foi um jornalista e político brasileiro.
Foi superintendente municipal (cargo atualmente correspondente ao de prefeito) interino de Florianópolis e deputado estadual por Santa Catarina na 11ª legislatura de Santa Catarina (1922 — 1924).
Sepultado no Cemitério do Hospital de Caridade de Florianópolis.